# Convento de Santa Clara de Gandia
O Convento de Santa Clara é um convento católico romano do século XV pertencente a uma ordem claustral, localizado na cidade de Gandia, província de Valência, Espanha. Está localizado no centro de Gandia e a poucos metros da Basílica Colegiada de Gandia, na praça María Enríquez de Luna.

## Colecção de arte
O convento preserva uma notável colecção de arte legada pelos Borgias, incluindo as obras de José de Ribera, Juan de Juanes, Paolo da San Leocadio, Francisco Salzillo ou pintores da escola Francisco Ribalta. Em 2010 o convento assinou um acordo de colaboração que cede obras à Câmara Municipal de Gandia que integram o futuro Museu das Clarissas, do antigo Hospital de Sant Marc.